# Radu Georgescu
Radu Georgescu (n. 10 ianuarie 1968, București) este un antreprenor român.

## Cariera
În 1992, a lansat prima afacere (GECAD Software) în anul 1992, o companie specializată în producția și distribuția de soluții software. 
RAV Antivirus, produs software dezvoltat de compania GECAD Software, a fost achiziționat de Microsoft in 2003, aceasta fiind una dintre primele tranzacții majore din industria IT din România. 
În 2010, un alt exit de succes este vânzarea companiei GECAD ePayment, acum PayU România, către grupul sud-african  Naspers.
În 2013, Radu Georgescu vinde pachetul majoritar de acțiuni pe care îl deținea la Avangate, o platformă de Comerț electronic, către fondul de investiții Francisco Partners.
În prezent, este activ ca investitor prin fondul Gecad Ventures și este președintele consiliului de administrație al platformei de equity management SeedBlink.